# نسترن مقیمی
نسترن مقیمی (زاده ۲۵ تیر ۱۳۶۹ در بابل) بازیکن فوتسال اهل ایران است؛ از او به عنوان یکی از بهترین عقب‌گیرهای تاریخ فوتسال ایران یاد می‌شود. و در هفدهمین دوره لیگ برتر فوتسال زنان، عضو تیم فوتسال زنان نصر فردیس کرج است.
مقیمی یکی از بازیکنان نسل طلایی فوتسال زنان ایران به‌شمار می‌آید که موفق شدند دو دوره متوالی عنوان قهرمانی جام ملت‌های فوتسال زنان آسیا را برای ایران به ارمغان آوردند.

## زندگی شخصی
وی دارای لیسانس تربیت‌بدنی است؛ وی به دلیل درخشش در فوتسال ایران از برترین عقب گیر های آسیا شناخته میشود.

## افتخارات

### ملی
- مقام هفتم جام جهانی کوچک ۲۰۱۲ پرتغال
- مقام پنجم جام جهانی کوچک ۲۰۱۳ اسپانیا
- نایب قهرمان المپیک آسیایی سال ۲۰۱۳ کره جنوبی
- مقام سوم المپیک آسیایی سال ۲۰۱۷ ترکمنستان
- قهرمان جام ملت‌های آسیا سال ۲۰۱۸
- قهرمان مسابقات کافا سال ۲۰۲۲[۶]
- قهرمان مسابقات کافا سال ۲۰۲۳

خاطر نشان میشویم که ،او جام ملتهای آسیا را در سال 2015 به دلیل مصدومیت از دست داد اما در جام ملتهای 2018 از ارکان اصلی قهرمانی ایران بود.

### باشگاهی
- قهرمانی جام حذفی با صدرا زیراب
- قهرمانی با تیم ملی حفاری اهواز در سال‌های ۹۱، ۹۲، ۹۳(سه سال)
- ۹۴ قهرمانی با دانشگاه آزاد تهران
- ۹۵ نایب قهرمانی با دانشگاه آزاد تهران
- ۹۶ قهرمانی با پالایش نفت آبادان
- ۹۷ قهرمانی با نامی نو اصفهان
- ۹۸ قهرمانی با الکویت کویت
- ۹۹ نایب قهرمانی با سایپا تهران
- ۱۴۰۰ نایب قهرمانی با نصر فردیس
- ۱۴۰۱ نایب قهرمانی با نصر فردیس

### فردی
- سال ۹۶ بهترین بازیکن سال فوتسال ایران
- بهترین بازیکن سال ۱۴۰۱ به انتخاب فوتبال ۳۶۰[۷]